# Urdina studna
Urdina studna (také Urdar brunn) je studnou/pramenem osudu v severské mytologii, je jednou ze studen pramenících u kořenů světového stromu Yggdrasilu a je spojována s říší Ásgard. Dalšími dvěma jsou Mímiho studna (studna/pramen moudrosti v Jötunheimu, u které bůh Ódin přišel o své levé oko) a Hvergelmi (studna/pramen smrti v Niflheimu).
Urdina studna je kromě Yggdrasilu spojována také se třemi sudičkami, nornami Urd, Verdandi a Skuld.